# Trichocolletes erythrurus
Trichocolletes erythrurus är en biart som först beskrevs av Cockerell 1914.  Trichocolletes erythrurus ingår i släktet Trichocolletes och familjen korttungebin. Inga underarter finns listade i Catalogue of Life.

## Bildgalleri

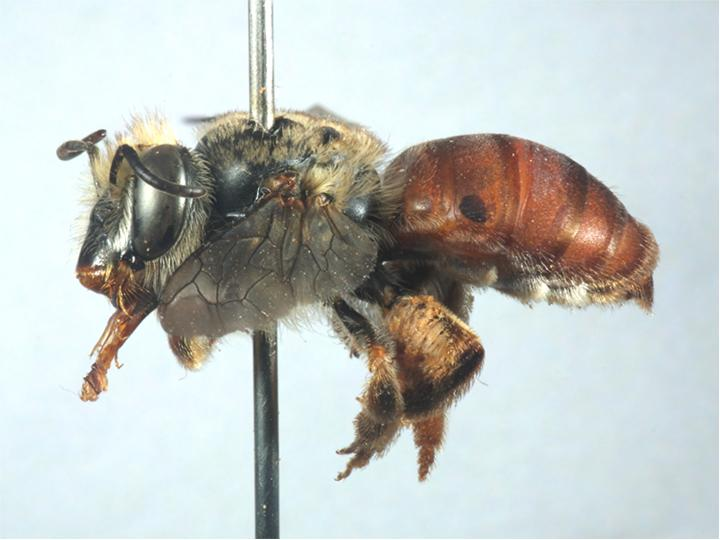
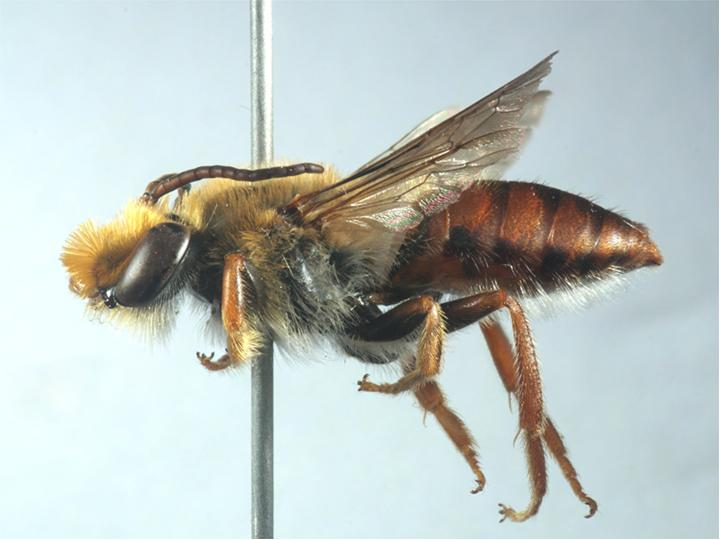